# Heroine (From First to Last)
Heroine è un album della band screamo/post-hardcore From First to Last, pubblicato il 21 marzo 2006. L'album ha avuto molto successo, raggiungendo la 25ª posizione della classifica statunitense Billboard 200.

## Tracce
1. Mothersound – 4:01
2. The Latest Plague – 3:19
3. ...And We All Have a Hell – 3:22
4. Afterbirth – 3:16
5. World War Me – 3:09
6. Shame Shame – 3:35
7. The Crows Are Coming for Us – 4:55
8. The Levy – 3:49
9. Waves Goodbye – 3:49
10. Waltz Moore – 4:08
11. Heroine – 5:41

### B-side
1. Save Us - 4:42

## Formazione
- Sonny Moore - voce
- Matt Good - chitarra, voce
- Wes Borland - basso
- Travis Richter - chitarra, scream
- Derek Bloom - batteria
- Brett Gurewitz - guest vocals
- Ryan Boesch - ingegneria del suono
- Nick Pritchard - art director
- Ross Robinson - produzione
- Atticus Ross - programmazione
- Andy Wallace - masterizzazione